# 对朝鲜民主主义人民共和国的网络行动
朝鲜网络行动   是指利用信息技术（例如因特网）和民间（一般在朝鲜境外）分发信息以支持朝鲜改革而进行的行动。

## 措施
- 向朝鲜走私国外的媒体，信息或技术；
- 利用本地IT基础架构；
- 构建本地IT基础架构（例如网状网络）。

## 用例
- 由脱北者朴尚学领导的一个维权团体“自由北韓運動聯盟”，将反朝鲜传单，美元和闪存盘通过氦气球散布到朝鲜各地；[5] [6]
- 根据No Chain小组的创始人郑光日的说法，自2015年初以来，有无人机一直向朝鲜居民提供SD卡和闪存驱动器[7] [8]；
- 2013年， 匿名者启动了“自由朝鲜行动”。

## 评价
哈德逊研究所高级研究员，美国国防部前副部长杰克·戴维说：“坚定不移的要求朝鲜当局够放弃对核武器和远程导弹的研究，官员们不必追求就可能使朝鲜人民推翻金日成家族的独裁统治”，而美国的目标应是政权更迭。他建议下一届政府“禁止朝鲜公民进入国际金融机构，并鼓励脱北者（在韩国和其他地方）将国外信息传递给在朝鲜的亲朋好友”。